# Шосе Нджамена-Джибуті
Шосе Нджамена-Джибуті або TAH 6 — Трансафриканська магістраль 6 у трансконтинентальній мережі доріг, яка розробляється Економічною комісією ООН для Африки (UNECA), Африканським банком розвитку (ADB) і Африканським Союзом, що з'єднує регіон Сахель до порту Індійського океану Джибуті в країні Джибуті.
Дорога пролягає через Дарфур на заході Судану та місто Аль-Фашир, місце Дарфурського конфлікту. Отже, проїзд через цю територію та прикордонний регіон Судану та Чаду є небезпечним, а розвиток цієї ділянки дороги зупинено.
Маршрут має довжину 4219 км (2622 милі) перетинає Чад, центральний Судан і північну Ефіопію. Менше половини його вимощено, і значна частина з них у поганому стані. Гірська місцевість в Ефіопії створює труднощі для дорожніх інженерів.
Між Вад Мадані в Судані та Веротою в Ефіопії шосе має той самий маршрут, що й Трансафриканське шосе 4, шосе Каїр-Кейптаун.
Шосе примикає до шосе Дакар-Нджамена, з яким воно утворює повний східно-західний перетин континенту 8715 км (5415 миль). Приблизний маршрут двох автомагістралей відповідає маршруту, спочатку запропонованому у Французькій імперії кінця 19-го та початку 20-го століть, і попередні спроби французів контролювати трансконтинентальний перетин призвели до інциденту у Фашоді.

## Дивись також
- Трансафриканська мережа автомобільних доріг
- Транссахельське шосе